# Rochefort-en-Valdaine
Rochefort-en-Valdaine ist eine französische Gemeinde mit 359 Einwohnern (Stand: 1. Januar 2022) im Département Drôme in der Region Auvergne-Rhône-Alpes. Rochefort-en-Valdaine gehört zum Arrondissement Nyons und zum Kanton Dieulefit (bis 2015: Kanton Montélimar-2). 

## Geographie
Rochefort-en-Valdaine liegt etwa neun Kilometer südöstlich von Montélimar am Rande der Provence. Umgeben wird Rochefort-en-Valdaine von den Nachbargemeinden Puygiron im Norden, La Touche im Osten, Montjoyer im Süden sowie Espeluche im Westen.

## Bevölkerungsentwicklung
| Jahr                       | 1962 | 1968 | 1975 | 1982 | 1990 | 1999 | 2007 | 2016 |
| -------------------------- | ---- | ---- | ---- | ---- | ---- | ---- | ---- | ---- |
| Einwohner                  | 171  | 171  | 191  | 211  | 258  | 304  | 343  | 352  |
| Quellen: Cassini und INSEE |      |      |      |      |      |      |      |      |

## Sehenswürdigkeiten

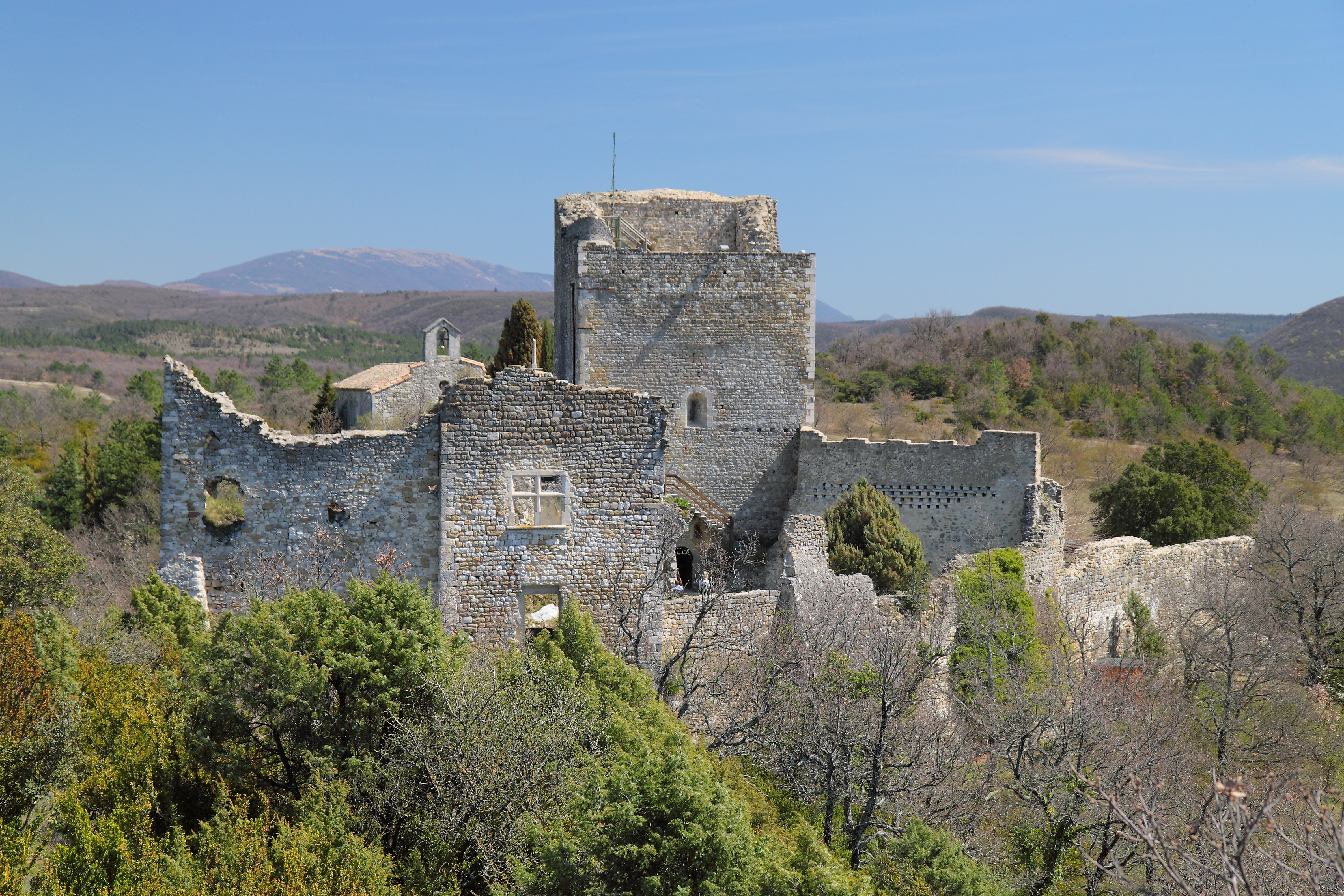
Burg Rochefort-en-Valdaine

- Burg Rochefort-en-Valdaine